# Северо-Сосьвинская возвышенность
Се́веро-Со́сьвинская возвышенность — возвышенность на территории Свердловской области, Ханты-Мансийского и Ямало-Ненецкого автономных округов.

## География
Простирается с севера на юг на северо-западе Западно-Сибирской равнины между Уральскими горами и рекой Обью. Южнее расположены Кондинская низменность и Туринская равнина, восточнее, за Обью, — Полуйская возвышенность, Сибирские Увалы и Среднеобская низменность.
На возвышенности берёт начало река Малая Сосьва, в центральной части пересекается рекой Северной Сосьвой. На территории возвышенности располагаются населённые пункты Агириш, Сосьва, Овгорт, Мужи и другие.
Имеет уникальные по разнообразию природные ландшафты: высокогорье, среднегорье, холмисто-увалистое предгорье и абразионная терраса. Такого разнообразия ландшафтов на территории Ханты-Мансийского автономного округа больше нет.
Включает Чёрные горы (278 метров), Огурьинскую повышенную равнину (более 150 метров). К югу от среднего течения Северной Сосьвы их сменяет возвышенность Северный Люлимвор.
Северная часть находится под воздействием многолетней мерзлоты, держится под торфяным слоем олиготрофных болот, моховым покровом кедрово-лиственнично лишайниково-зеленомошных лесов, берёзово-елово-лиственнично лишайниковых, берёзово-елово моховых лесов.
Наивысшая точка — безымянная гора в центральной части высотой 290 метров.